# Stian Rosenlund Richter
Stian Rosenlund Richter (født 4. april 2002 i Tønder) er en cykelrytter fra Danmark, der kører for Airtox-Carl Ras.

## Karriere
Stian Rosenlund Richter fik fra 2014 sin cykleopdragelse hos Bornholms Cycle Club. Fra 2017 til 2018 gik han på Rydhave Slots Efterskoles cykellinje. I 2018 blev Rosenlund udtaget til bruttotruppen på juniorlandsholdet i landevejscykling, og i januar 2019 blev han nomineret til Bornholms Tidendes Talentpris. Fra 2019-sæsonen skiftede han til ABC - Arbejdernes Bicykle Clubs juniorhold Team ABC Junior, men blev boende på Bornholm.
Den 3. oktober 2020 vandt han ved Danmarksmesterskaberne i landevejscykling i Skælskør bronze på enkeltstarten for juniorerne. Dagen efter vandt han 3. afdeling af Uno-X Cuppen for juniorryttere, og sikrede sig samtidig den samlede sejr i løbsserien.
I oktober 2020 skrev Stian Rosenlund under på en kontrakt med det danske UCI kontinentalhold BHS-PL Beton Bornholm, gældende fra starten af 2021. I december 2021 forlængede parterne aftalen, så den også var gældende for 2022-sæsonen. Her blev han ramt af en hjernerystelse som ødelagde sæsonen, da det kun blev til syv løbsdeltagelser, hvoraf han ikke gennemførte tre. Da det bornholmske hold havde præsenteret truppen for 2023-sæsonen var Stian Rosenlund ikke blandt de 14 ryttere.
I slutningen af marts 2023 offentliggjorde Restaurant Suri-Carl Ras, at Stian Rosenlund var blevet tilknyttet holdet for resten af sæsonen.

## Privat
Stian Rosenlund Richter er født og opvokset i Tønder. Han er søn af Søren Christensen (1976–2020) og Arina Nell Richter, og har storebror Frederik. I forbindelse med farens ansættelse som chefredaktør for Bornholms Tidende, flyttede familien i 2014 til Bornholm.